# Nargaroth
Nargaroth é uma banda alemã de black metal formada em 1996 por René "Kanwulf" Wagner.

## História
Depois de dois anos de luta, a demo da banda Orke foi gravada, com edição limitada de 150 cópias, contendo sete canções instrumentais. Dois anos após Kanwulf gravou outra demo, Herbstleyd, limitada por 200 cópias. Não satisfeito, Kanwulf decidiu guardar algumas para ele.
Depois de três anos em silêncio, em 1995, o melhor amigo de Kanwulf cometera suicídio, o que viria a ser o maior acontecimento na vida de Kanwulf, separando a banda por mais cinco anos.
Finalmente em 1998, a No Colour Records contactou Kanwulf e o convenceu à regravar a demo Herbstleyd em CD e vinil.
Depois dessas gravações a banda reergeu-se para em 1999 gravar o álbum Amarok, contendo somente faixas antigas que não haviam sido gravadas. Em 2000 Kanwulf gravou a demo Fuck Off Nowadays Black Metal. No ano seguinte foi lançado Black Metal ist krieg… A Dedication Monument.
Em 2002 foi gravado a primeira peça da trilogia Rasluka. O primeiro veio como Rasluka pt. II, e foi dedicada para seu melhor amigo que cometera suicídio em 1995 e para o vocalista Bon Scott (AC/DC) que foi encontrado morto num carro 22 anos antes.
Finalmente em 2003, um novo álbum saíra. Chamado Geliebte Des Regens, composto no geral por faixas longas, o álbum dura mais de uma hora, e todas faixas mostram a criatividade de Kanwulf e sua pontuação máxima.
Mais tarde em 2004, um álbum ao vivo foi gravado furiosamente chamado Crushing Some Belgian Scum. Gravado em Aartrijke em 16 de março de 2002, é composto por quatro faixas.
No mesmo ano, a segunda peça para a trilogia Rasluka foi realizada: Rasluka Part. I. Logo depois veio Prosatanica Shooting Angels, gravada pela No Colours Records contendo nove faixas e voltando às origens do black metal.
Já em 2009, Kanwulf (Ash)lança o álbum Jahreszeiten, inspirado nas quatro estações do ano, contendo 5 faixas.

## Integrantes (Live)
- 1996- René "Kanwulf" Wagner - vocal - presente
- 2013- Beliath - guitarra - presente
- 2017- Saroth - guitarra - presente
- 2018- Pavulon - bateria - presente

Ex-Integrantes
- 1996-1999: Darken - guitarra, baixo
- 1998-1999: L'Hiver - bateria
- 2001: Butcher - bateria
- 2002 Andrew "Akhenaten" Harris - bass
- 2001-2002 Tino "Occulta Mors" Mothes - bateria
- 2004-2005: Asbath - bateria
- 2007-2009: Unk  - guitarra
- 2014- Obscura (Hanna van den Berg)

## Discografia
- Orke demo (1991)
- Herbstleyd demo (1993)
- Herbstleyd (1998)
- Amarok (2000)
- Fuck Off Nowadays Black Metal demo (2000)
- Black Metal ist Krieg (2001)
- Rasluka Pt.II (2002)
- Geliebte des Regens (2003)
- Crushing Some Belgian Scum (2004, ao vivo)
- Rasluka Pt.I (2004)
- Prosatanica Shooting Angels (2004)
- kriegsnebel (2005)
- Semper Fidelis (2007)
- Dead-ication (2008)
- Jahreszeiten (2009)
- Spectral Visions of Mental Warfare (2011)